# جائزة فيكتور غولدشميت
جائزة فيكتور غولدشميت هي جائزة مقدمة من الجمعية الجيوكيميائية في مؤتمر فيكتور غولدشميت للإنجازات في مجالات الجيوكيمياء والكيمياء الكونية. الجائزة تكريما لفيكتور موريتز جولدشميت الرائد في هذين المجالين.

## الفائزون[2]
- 1972 باول فيرنر غاست
- 1973 روبرت إم جاريلز
- 1974 هانز إي سويس
- 1975 هارولد سي أوري
- 1976 هانز ب.أوجستر
- 1977 صموئيل إبستين
- 1978 جيرالد جيه فاسربيرغ
- 1979 هارمون كريج
- 1980 كلير سي باترسون
- 1981 روبرت إن كلايتون
- 1982 كونراد ب.كراسكوف
- 1983 صموئيل س
- 1984 ألفريد نير
- 1985 جيمس بي طومسون جونيور
- 1986 كلود أليجر
- 1987 والاس س.بروكر
- 1988 هارولد سي هيلجسون
- 1989 كارل ك. توريكيان
- 1990 إدوارد أندرس
- 1991 ألفريد إدوارد رينجوود
- 1992 ستانلي ر. هارت
- 1993 إس روس تايلور
- 1994 هاينريش دي هولاند
- 1995 روبرت أ.بيرنر
- 1996 ألبريشت دبليو هوفمان
- 1997 ديفيندرا لال
- 1998 فيرنر ستوم
- 1999 جيمس إل بيشوف [ru]
- 2000 جيفري إجلينتون
- 2001 إيكو كوشيرو
- 2002 جون إم هايز
- 2003 برنارد جيه وود
- 2004 جيمس آر أونيل
- 2005 إي بروس واتسون
- 2006 سوزان سليمان
- 2007 Guenter Lugmair
- 2008 فرانسيس الباريد
- 2009 مارك إتش ثيمنز
- 2010 مينورو أوزيما
- 2011 فرانك ميليرو
- 2012 إدوارد إم ستولبر
- 2013 هنري «هاري» إلدرفيلد
- 2014 تيموثي جروف
- 2015 ميريام كاستنر
- 2016 الكسندرا نافروتسكي
- 2017 جيل بانفيلد
- 2018 مايكل إيه آرثر
- 2019 دونالد ديباولو
- 2020 ريتشارد كارلسون
- 2021 برنارد مارتي

## وصلات خارجية
- الكيمياء الحيوية للجميع. (بالعربية)
- المكتبة الافتراضية للكيمياء الحيوية وعلم الأحياء الخلوي. (بالإنجليزية)
- الكيمياء الحيوية، الطبعة الخامسة، حقوق النشر للمركز الوطني لمعلومات التقانة الحيوية. (بالإنجليزية)
- الكيمياء الحيوية، الإصدار الثاني، النص الكامل لجاريت وجريشام. (بالإنجليزية)
- الكيمياء الحيوية للخلايا. (بالإنجليزية)
- كيمياء حيوية (الدورية العلمية). (بالإنجليزية)